# Louis Porion
Pour les articles homonymes, voir Porion (homonymie).
Louis René Désiré Porion est un homme politique français né le 1er août 1805 à Amiens (Somme) et décédé le 9 janvier 1858 à Amiens.Il est  le cousin germain du peintre Louis Etienne Charles Porion. 
Avocat, il est adjoint au maire d'Amiens sous la Monarchie de Juillet, puis maire en février 1848. Il est député de la Somme de 1848 à 1851, siégeant à droite avec les orléanistes. Il est conseiller général de 1848 à 1852 et de 1855 à 1858.Il fut nommé chevalier de la légion d'honneur le 15 juillet 1849.

## Sources
- « Louis Porion », dans Adolphe Robert et Gaston Cougny, Dictionnaire des parlementaires français, Edgar Bourloton, 1889-1891 [détail de l’édition]
- Base LEONORE